# Mathieu Coutadeur
Mathieu Coutadeur (Le Mans, 20 maart 1986) is een Franse voetballer (middenvelder) die voor de Franse eersteklasser AC Ajaccio uitkomt. Eerder kwam hij uit voor Stade Lavallois, AEL Limasol, FC Lorient, AS Monaco en Le Mans UC.

## Loopbaan
Mathie Coutadeur werd geboren in Le Mans en begon zijn professionele carrière bij de plaatselijke Le Mans UC. In het seizoen 2006/07 brak hij door in het eerste elftal en speelde hij 31 wedstrijden (1 doelpunt). Hij speelde een belangrijke rol in het seizoen 2007-2008 van Le Mans en hielp hen om in de bovenste helft van de Ligue 1 te eindigen. Hij speelde meer dan 100 wedstrijden voor de club voordat hij van club veranderde.
Op 31 augustus 2009 tekende Coutadeur een vierjarig contract met Monaco voor € 4 miljoen. Bij de club wist hij in twee jaar tijd niet door te breken en hij verliet Monaco. Hij tekende een vierjarig contract in Bretagne bij FC Lorient. Door aanhoudend blessureleed was hij tijdens zijn tweede seizoen zeven maanden afwezig. Aan het einde van zijn contract bij de Bretonse club in de zomer van 2015, ging hij op proef gesteld bij San José Earthquakes, waarmee hij deelnam aan een vriendschappelijke wedstrijd tegen Manchester United in de International Champions Cup. Bij zijn terugkeer speelde hij met de reserves van Lorient voordat hij de overstap maakte naar AEL Limassol, ondanks interesse van Franse en buitenlandse clubs. Na een jaar op Cyprus keerde Coutadeur terug naar zijn geboorteland om aan de slag te gaan bij Stade Lavallois. 
Op 8 juni 2017 trad hij toe tot AC Ajaccio. Bij de club groeit de Fransman in de komende jaren uit tot vaste waarde op het middenveld. Met Coutadeur als aanvoerder promoveerde AC Ajaccio in 2022 van de Ligue 2 naar de Ligue 1. Hierdoor was hij voor het eerst sinds 2015 weer actief op het hoogste niveau van Frankrijk.